# Andalucía (brano musicale)
Andalucía è il titolo di una famosa canzone, nota anche con il titolo di The Breeze and I, parte della suite Andalucía di Ernesto Lecuona del 1928. 

## Storia
Nata come brano musicale puro, Emilio de Torre ne scrisse un testo in lingua spagnola e Al Stillman ne scrisse nel 1940 un testo in lingua inglese. Ne esiste pure una versione con testo in lingua italiana.
La versione più nota della canzone è stata quella di Jimmy Dorsey del 1940, cantata da Bob Eberly, ed edita dalla Decca Records con il numero di catalogo 3150. Il 20 luglio 1940 raggiunse la classifica di Billboard e vi rimase per nove settimane raggiungendo il suo picco di popolarità con il secondo posto in classifica.

## Altre registrazioni notevoli
- Xavier Cugat – a No. 13 nella classifica del 1940 (cantata da Dinah Shore).[3]
- Vic Damone – No. 21 nella classifica di Billboard nel 1954.[4]
- Caterina Valente (1955) – La registrazione della Polydor fu pubblicata in Inghilterra con il numero di catalogo BM 6002 e la posizione apicale di classifica al quinto posto (Guinness British hit singles & albums 19). La registrazione restò nella classifica di Billboard a partire dal 30 marzo 1955 per 14 settimane, raggiungendo come apice il 13º posto
- Bing Crosby incluse la canzone nei suoi album Bing Crosby's Treasury - The Songs I Love (1965) e Bingo Viejo (1977)

## Cinema
La canzone comparve anche nella colonna sonora del film del 1946 Cuban Pete.

## Testo
Il testo italiano che segue non è quello della canzone in lingua italiana, ma la traduzione letterale di quello originale in lingua spagnola.
La flor de amor,

Quien vino a ti jamás te olvidará,

Feliz sera

Tus cármenes granadinos

De ilusión 

Donde las fontanas 

Murmurando su pasión.

Andalucía, tierra de pasión,

Mi corazón

De amores embriagado

Suspiró

Con tu aliento perfumado

Se embriagó, se embriagó.

Tus noches dan encanto al corazón,

Al corazón

No hay tierra más primorosa

Que Andalucía,

Tierra de alegría y de amor,

Donde las flores perfuman

Y las mujeres son flores de amor,

De amor.

Andalucía, flor de amor.»
Il fiore di amore,

Chi viene a te mai ti scorderà

Sarà felice

I tuoi carmi di Granada

Di allegria

Dove le fontane cantano

Mormorando la loro passione

Andalucía, terra di passione,

Il cuor mio

Inebriato di amore

Sospirò

Con il tuo alito profumato

S'inebriò, s'inebriò

Le tue notti danno incanto al cuore

Al cuore

Non c'è terra più curata

Dell'Andalusia

Terra di allegria e di amore

Dove i fiori profumano

E le donne sono fiori di amore,

Di amore

Andalusia, fiore di amore.»
(https://lyricstranslate.com)